# 様舞駅

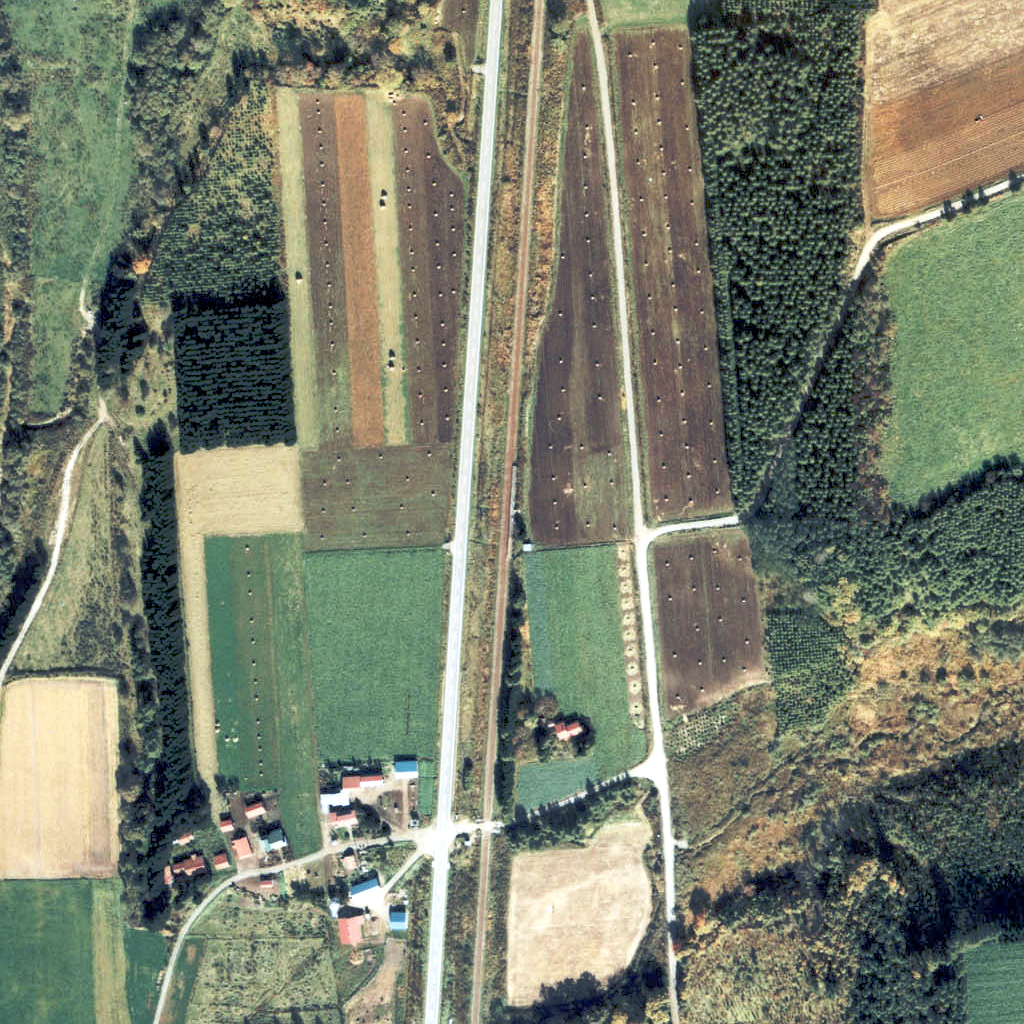
1977年、国鉄池北線時代の様舞駅と周囲500 m範囲。上が北見方面。

様舞駅（さままいえき）は、北海道中川郡池田町字様舞206にあった北海道ちほく高原鉄道ふるさと銀河線の駅である。国鉄・JR北海道池北線時代の事務管理コードは▲110501。

## 歴史
乗客はきわめて少なく、年間の平均乗降客数がわずか5人程度だったとされる。このため2000年には廃止対象とされたが、最終的には撤回されて2006年の廃線まで存続した。

### 年表
- 1948年（昭和23年）7月1日：保線事務所（線路班）関係者の通勤・通学ために列車の一部を停車[3]。
- 1949年（昭和24年）6月1日：公共企業体である日本国有鉄道に移管。
- 1950年（昭和25年）月日不詳：国鉄網走本線の様舞仮乗降場（局設定）として開設[3]。
- 1959年（昭和34年）5月1日：様舞駅となる（旅客のみ取り扱う無人駅）[4]。
- 1961年（昭和36年）4月1日：路線の呼称変更により池北線の駅となる[5]。
- 1987年（昭和62年）4月1日：国鉄分割民営化により北海道旅客鉄道に継承[3]。
- 1989年（平成元年）6月4日：経営移管により、北海道ちほく高原鉄道ふるさと銀河線の駅となる[6][7]。
- 2006年（平成18年）4月21日：ふるさと銀河線廃線により廃止。

### 駅名の由来
地名より。由来はアイヌ語の「サモオマイ（samo-oma-i ）」（和人・いる・ところ）、あるいは「サモオマナイ（samo-oma-nay）」（和人・住んでいる・沢）から、とする説があるが、池田町史では、和人の定住が1896年（明治29年）以後であったとして、疑問が残るとしている。

## 駅構造
単式ホーム1面1線を有する地上駅。無人駅であった。

## 駅周辺
様舞の集落があるのみ。
- 北海道道237号池田停車場高島線
- 十勝バス「様舞」停留所

## 隣の駅
北海道ちほく高原鉄道
ふるさと銀河線
池田駅 - 様舞駅 - 高島駅